# Pléneuf-Val-André

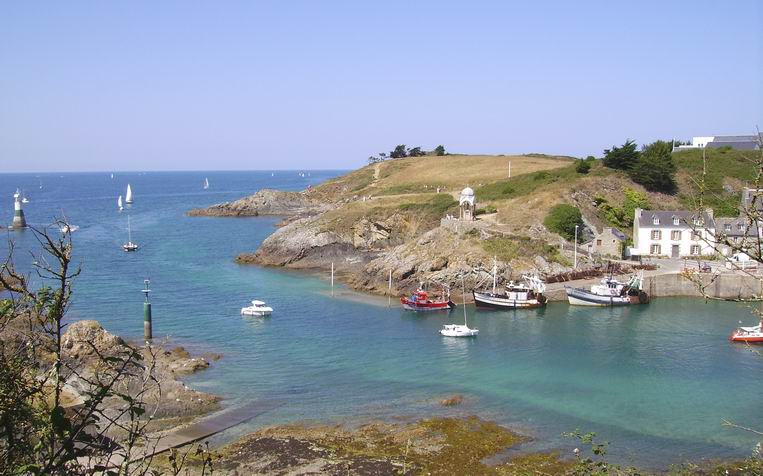
Punta della Guette (Dahouët)

Pléneuf-Val-André è un comune francese di 4 049 abitanti situato nel dipartimento delle Côtes-d'Armor nella regione della Bretagna.

## Società

### Evoluzione demografica
Abitanti censiti